# Goniothalamus elmeri
Goniothalamus elmeri är en kirimojaväxtart som beskrevs av Elmer Drew Merrill. Goniothalamus elmeri ingår i släktet Goniothalamus och familjen kirimojaväxter.

## Underarter
Arten delas in i följande underarter:
- G. e. gitingensis
- G. e. longipedicellatus